# モバイルICOCA
モバイルICOCA（モバイルイコカ）は、西日本旅客鉄道（JR西日本）が2023年3月22日から提供している、「おサイフケータイ」対応のAndroidスマートフォンにおいて、同社が発行するIC乗車カードであるICOCAの機能を搭載したモバイルアプリケーションおよびそのサービスである。
本項目では、同様のサービスをiOS対応のスマートフォンで提供する「Apple PayのICOCA」についても記す。

## 概要
交通系ICカード全国相互利用サービスに参画する10種のICカードの中では、2006年にサービスを開始した「モバイルSuica」、2020年にサービスを開始した「モバイルPASMO」に次ぐモバイルアプリ化である。
サービス内容は先行する2種とほぼ同様であるが、発行手続きなど一部の取り扱いが「モバイルSuica」「モバイルPASMO」と異なる。まず2023年3月にAndroid版のサービスが先行して開始し、iOSへは2023年中のサービス開始が予告され、同年6月27日に同日付のサービス開始が発表された（後述）。交通利用や買い物の支払いに使えるほか、チャージや定期券の購入にも対応するとしている。
JR西日本は2027年までに500万人の利用を目指すとしている。

## 機能
以下、特記なき限り2023年2月22日のプレスリリース及びモバイルICOCA公式サイト内の記述に基づく。

### 基本機能
自動改札機や店舗での支払いで、通常のカード型のICOCA同様にスマートフォンを読み取り部にタッチすることで利用が可能になる。
チャージ残額、利用履歴は、スマートフォンの画面上で確認ができる。
東海道・山陽新幹線の「スマートEX」、北陸新幹線の「新幹線eチケットサービス」の交通系ICカードとしてモバイルICOCAを登録することで、新幹線の予約、 支払いから乗車まで、スマートフォン1台で利用が可能。

### 発行・チャージ
モバイルICOCAの発行に当たっては、事前にJR西日本の移動生活ナビアプリ「WESTER」への会員登録と、チャージ用のクレジットカード登録が必要となる。対応するクレジットカードはVisa、Mastercard、JCB、American Expressブランドで、いずれも3Dセキュア2.0に対応していることが必須となる。なお、オートチャージ機能は実装されない。
モバイルSuicaなどと同様にデポジットは発生しないが、無料発行が可能なモバイルSuica等と異なり、発行時に1000円以上のクレジットカードによるチャージを必要とする（定期券の購入と同時に新規発行する場合を除く）。
チャージはクレジットカードからのほか、一部の自動券売機やコンビニエンスストア、ATMでの現金チャージも可能。クレジットカード経由でチャージするとWESTERポイントが自動付与される仕組みとなっている。JR西日本が発行するJ-WESTカードでチャージするとWESTERポイントが優遇される。

### 定期券
定期券は当初通勤定期券と大学・専門学校生相当の通学定期券のみが搭載可能だったが、2025年3月15日から中学生・高校生用通学定期券にも対応する。2区間定期券（分割定期券を含む）やICOCAに併載可能なバス定期券、並びに（2024年3月16日にハピラインふくい・IRいしかわ鉄道に経営分離した）北陸本線敦賀駅以北の区間を含む定期券はモバイルICOCAに搭載できない。
一方で、既にICOCA定期券が発行可能となっている私鉄・地下鉄との連絡定期券は搭載可能（私鉄・地下鉄のみのモバイルICOCA定期券は発行不可）で、JR九州のSUGOCAエリアに跨がる定期券は山陽本線下関駅以東でICOCAがサービス開始となる2023年4月1日に発行を開始。
なお、通学定期券については通学証明書（または学生証と通学定期乗車券発行控）の画像をアップロードする必要がある。また、中学生・高校生用通学定期券の購入時には保護者等による代理決済で購入可能となる。

## Apple PayのICOCA
2023年6月27日、「モバイルICOCA」の実質的なiOS/WatchOS版となる「Apple PayのICOCA」が発表され、同日付でサービスが開始された。対応機種はiOS 16.0以降がインストールされたiPhone 8以降のデバイス、またはwatchOS 8.7.1以降がインストールされたApple Watch Series3以降のデバイスとされている。
設定方法はApple PayのSuicaとほぼ同様で、Apple Payの設定アプリ「Wallet」に決済用のクレジットカードを設定し、ICOCA番号の下4桁と生年月日を入力後、別途用意したカード型のICOCAに端末を重ねると、Apple PayのアプリケーションがICOCAの残額や定期券の情報を読み取り、カード型ICOCAの代替として使用できるようになる、というものである。なお、読み取り可能なICOCAにはICOCA定期券・SMART ICOCA・SMART ICOCA定期券を含む一方で、「JR西日本以外で発行されたICOCA定期券」「こどもICOCAまたはこどもICOCA定期券」「2区間定期券」「バス定期券併用ICOCA定期券」「記念ICOCA（定期券が搭載できるカードを除く）」「残高19,501円以上のICOCA」などを取り込むことが出来ない。
カード型ICOCAがなくてもApple PayのICOCAを発行することは可能だが、その場合は「別途ICOCAアプリをインストールし、ICOCAアプリから新規発行する」か「Walletから発行する」方法のいずれかを選択することになる。なお、前者を選択した場合は「WESTER ID」の取得（WESTER会員登録）が必須になり、後者を選択した場合に「WESTER ID」未取得の場合はICOCA定期券の購入・払い戻しが出来ない他、ICOCA側のサポート（紛失時の再発行登録など）の対象外になることが明言されている。
iOS版ICOCAアプリに登録できるクレジットカードはJ-WESTカードに限定されており、それ以外はApple Pay（Walletで登録したクレジットカード）でのチャージ・定期券購入となる。J-WESTカード（VISA）はApple Payに対応していないが、ICOCAアプリに登録することでICOCAへのチャージ・定期券購入には利用できる。
なお、iPhoneとApple Watchの間で設定済みのICOCA情報を移すことも可能だが、ICOCAのIDは端末ごとに割り当てられるため、iPhoneとApple Watchで同一のICOCAを同期させて使うことは出来ない。

## 沿革
- 2020年10月16日：JR西日本が「モバイルICOCA（仮称）」の導入計画を発表[1]
- 2023年
  - 2月22日：JR西日本が具体的な導入予定を公表[1]。
  - 3月22日：Android版「モバイルICOCA」のサービス提供を開始[1]。
  - 4月17日：JR西日本がICOCAのApple Pay対応を予告[3]。
  - 6月27日：「Apple PayのICOCA」の導入を発表、同日サービス提供を開始[10]。
- 2024年10月28日：モバイルICOCAによる中学生・高校生用通学定期券の取り扱い開始が予告される[17]。
- 2025年3月15日：中学・高校生用通学定期券の取り扱いを開始[8]。

### 今後の予定
- 2026年春（以降）
  - モバイルICOCAの新幹線定期券「FREX」「FREXパル」への対応を開始（東海道・山陽新幹線及び北陸新幹線 上越妙高駅以西を対象）[18]。
  - 東海旅客鉄道（JR東海）TOICAエリア内における、モバイルICOCAでの定期券サービスの提供開始[18]。
- 2027年春（以降）
  - 九州旅客鉄道（JR九州）SUGOCAエリア内における、モバイルICOCAでの定期券サービス及びJR九州Web会員向けサービスの提供開始[18]。
  - ICOCAエリアとICOCAエリア外を跨ぐモバイルICOCA定期券の取り扱い開始[18]。